# آرنولدزویل (جورجیا)
آرنولدزویل، جورجیا (به انگلیسی: Arnoldsville, Georgia) یک شهر در ایالات متحده آمریکا با جمعیت ۳۵۷ نفر است که در جورجیا واقع شده‌است.